# Oceanites
Oceanites là một chi chim trong họ Hydrobatidae.